# سی و شش شعر جاودانه
سی و شش شعر جاودانه (به ژاپنی: 三十六歌仙, Sanjūrokkasen)، گروهی از شعرهای ژاپنی دوره آسوکا، دوره نارا و دوره هی‌آن انتخاب شده توسط فوجیوارا نو کینتو به عنوان نمونه‌های توانایی شاعرانه ژاپنی واکا (شعر).